# طينال
كان سيف الدين طينال النصيري الأشرفي (الوفاه 1343) أميرًا بارزًا ومملوكًا للناصر محمد، سلطان مصر البحري المملوكي. شغل منصب نائب طرابلس لثلاث فترات، وغزة لولاية واحدة، في منتصف القرن الرابع عشر في عهد الناصر محمد. أمر ببناء مسجد طينال الكبير في طرابلس عام 1336.

## وقت مبكر من الحياة
بحسب المؤرخ الصفدي، كان طينال مملكًا للأشرف خليل، بينما كتب المؤرخ المقريزي أن ولاء طينال كان للناصر محمد. يشمل لقبه الكامل نصباص "الأشرفي" و "الناصري".

## محافظ طرابلس وغزة

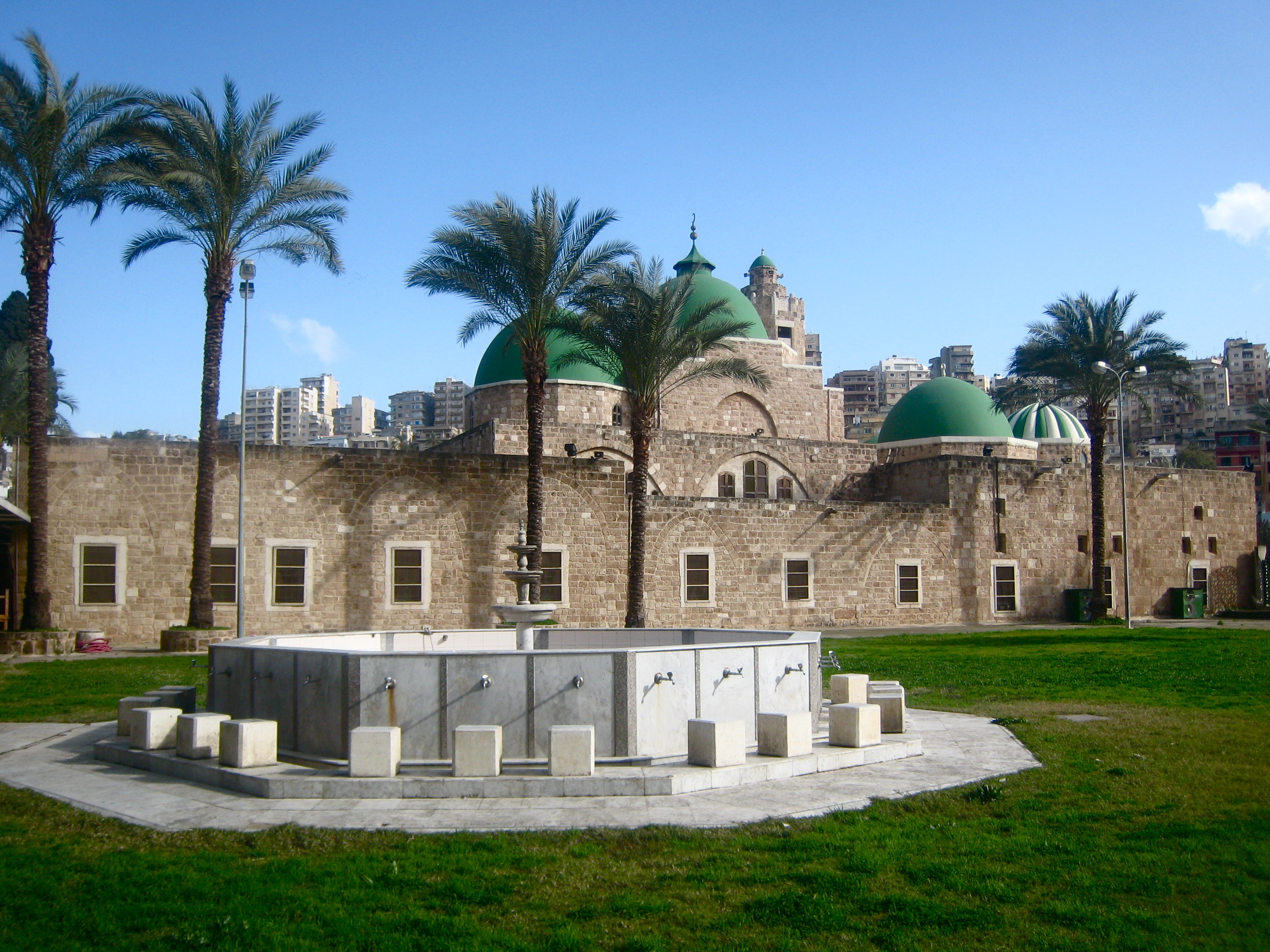
مسجد طينال، طرابلس، لبنان

في 9 مايو 1326، استبدل طينال قراطاي بصفته نائب ("محافظ") مملكة طرابلس (محافظة طرابلس) بعد أن عينه تنكيز، نائب الملك في سوريا. طوال فترة ولايته الأولى كحاكم، عارض طينال بعض سياسات تانكيز، مما أثار غضب الأخير. كعقاب له، قام تنكيز بتخفيض رتبة طينال، وتكليفه بمنصب نائب غزة .  استبدل طينال طولونتاري الجكندري بمحرم 733 (سبتمبر / أكتوبر 1332). كانت غزة مقاطعة أقل أهمية، حيث تم تقليص سلطات محافظها بالتزامن مع تعيين تينال.

## العلاقات بين طينال وتانكيز
في عام 1335، تحسنت العلاقات بين طينال وتانكيز، وأعيد تعيين طينال في منصب نائب طرابلس. خلال هذه الفترة، في عام 1336، شيد طينال المسجد الشهير الذي يحمل اسمه. تشير وثائق الوقف في المسجد إلى أنه كان يمتلك ثروة طائلة. كتب الرحالة ابن بطوطة الذي عاش في القرن الرابع عشر عن سخاء قوافل النقل التي استخدمها طينال في طرابلس. أقام في قصر معروف باسم دار السعادة. كان لتينال منزلاً مبنيًا في موقع "مستشفى فاطمي قديم"، كما أشار ابن بطوطة، بالقرب من جامع الأزهر في القاهرة، كما أقام مسكنًا في دمشق، والتي أصبحت فيما بعد مدرسة دينية عُرفت باسم "المدرسة الطينالية".
عندما تم خلع تنكيز عام 1340، تم تجريد طينال من منصبه، ولكن أعيد تعيينه عام 1341. قضى ولايته الثالثة حاكما حتى وفاته في دمشق عام 1343. على الرغم من أن مسجد طينال في طرابلس كان يهدف أيضًا إلى أن يكون ضريحًا لتينال، فقد دفن في دمشق. تم تعيين اروقتي حاكماً على طرابلس عند إقالة طينال.